# Durchlaucht Radieschen
Durchlaucht Radieschen ist ein 1926 entstandenes, deutsches Stummfilmlustspiel von Richard Eichberg mit Xenia Desni und Werner Fuetterer in den Hauptrollen. Der Film basiert auf der gleichnamigen Posse von Julius Freund und Victor Hollaender.

## Handlung
Der verschrobene, zauselige Fürst Tinnefka muss aus politischen Gründen seinen kleinen, auf dem Balkan gelegenen Heimatstaat Mazegollnien verlassen und lässt sich mit seiner deutlich jüngeren und attraktiven Gattin in Wien nieder. Dort ist sie wohlbekannt, trat die junge Frau doch vor der Eheschließung mit dem geschassten Balkanherrscher in der Lebewelt der österreichischen Hauptstadt unter dem Pseudonym „Radieschen“ in Erscheinung und war als gefeierte Tänzerin eine begehrte Dame der Vergnügungsszene. 
Während der Fürst nach einem möglichen Nachfolger für seinen Thron Ausschau hält, frischt „Durchlaucht Radieschen“ ihre alten Kontakte wieder auf und taucht sogleich in die Vergnügungsszene Wiens ein. Dabei lernt sie auch den schmucken Grafen Casimir Conjak kennen. Bald gefällt es Fürst und Fürstin derart gut im lebenslustigen Wien, sodass sie überhaupt kein Verlangen mehr spüren, nach Mazegollnien heimzukehren. Und schließlich findet sich auch noch ein geeigneter Kandidat für den derzeit verwaisten Herrscherthron.

## Produktionsnotizen
Durchlaucht Radieschen entstand im September und Oktober 1926 mit Außenaufnahmen in Wien sowie in den Berliner Jofa-Ateliers (Innenaufnahmen). Der Film passierte am 5. Januar 1927 die Zensur und wurde am 25. März 1927 in Berlin UFA-Palast am Zoo uraufgeführt. Die Länge des mit Jugendverbot belegten Sechsakters betrug 2105 Meter. 
Kurt Richter gestaltete die Filmbauten.

## Kritik
Das Linzer Tagblatt nannte den Film eine „tolle, abenteuerliche Geschichte, in der sich der heiße Atem des Balkans mit Wiener Musik, Wiener Freude und Ausgelassenheit in glücklichster Weise mischt“.